# فاليري نيكولاس
فاليري نيكولاس (بالفرنسية: Valérie Nicolas)‏ مواليد 12 مارس 1975 في فرنسا، هي لاعبة كرة يد فرنسية سابقة لعبت كحارس مرمى. مثلت منتخب فرنسا لكرة اليد للسيدات في 234 مباراة. شاركت في دورة الألعاب الأولمبية الصيفية سنة 2004. حققت المركز الأول في بطولة العالم لكرة اليد للسيدات 2003.

## الميداليات
| الميدالية | المسابقة                            |
| --------- | ----------------------------------- |
| ذهبية     | بطولة العالم لكرة اليد للسيدات 2003 |
| فضية      | بطولة العالم لكرة اليد للسيدات 1999 |
| برونزية   | بطولة أوروبا لكرة اليد للسيدات 2002 |
| برونزية   | بطولة أوروبا لكرة اليد للسيدات 2006 |

## روابط خارجية
- فاليري نيكولاس على موقع IMDb (الإنجليزية)

- فاليري نيكولاس على موقع الاتحاد الأوروبي لكرة اليد (الإنجليزية)
- فاليري نيكولاس على موقع اللجنة الأولمبية الدولية (الإنجليزية)
- فاليري نيكولاس على موقع أوليمبيديا (الإنجليزية)
- فاليري نيكولاس على موقع اللجنة الأولمبية الفرنسية (مؤرشف) (الفرنسية)